# Équipe d'Australie de rugby à XV à la Coupe du monde 2007
L'équipe d'Australie de rugby à XV à la coupe du monde 2007 est la deuxième à être éliminée au stade des quarts de finale de cette compétition, l'Australie a remporté par deux fois la coupe du monde, a été finaliste une fois, a été éliminée en quart-de-finale une première fois en 1995.

## Contexte

### Joueurs sélectionnés
L'ailier Mark Gerrard se rompt un ligament du genou gauche quelques minutes après le début du premier match de poule contre le Japon. Forfait, il est remplacé par Cameron Shepherd (Western Force). Les sélectionneurs avaient également considéré Clinton Schifcofske (Queensland Reds). Morgan Turinui remplace David Lyons.
| Entraîneur | Entraîneur             | John Connolly                                                                                  |
| Avants     | Pilier                 | Al Baxter, Matt Dunning, Greg Holmes, Guy Shepherdson                                          |
| Avants     | Talonneur              | Adam Freier, Sean Hardman, Stephen Moore                                                       |
| Avants     | Deuxième ligne         | Mark Chisholm, Hugh McMeniman, Nathan Sharpe, Daniel Vickerman                                 |
| Avants     | Troisième ligne aile   | Rocky Elsom, George Smith, Phil Waugh                                                          |
| Avants     | Troisième ligne centre | David Lyons, Wycliff Palu, Stephen Hoiles, Morgan Turinui                                      |
| Arrières   | Demi de mêlée          | Sam Cordingley, George Gregan                                                                  |
| Arrières   | Demi d'ouverture       | Berrick Barnes, Stephen Larkham                                                                |
| Arrières   | Centre                 | Adam Ashley-Cooper, Matt Giteau, Stirling Mortlock (cap.), Scott Staniforth                    |
| Arrières   | Ailier                 | Mark Gerrard (remplacé par Cameron Shepherd pendant la compétition) Lote Tuqiri, Drew Mitchell |
| Arrières   | Arrière                | Julian Huxley, Chris Latham                                                                    |

## Parcours

### Phase de poule
L'Australie affronte successivement le Japon, le pays de Galles, les Fidji et le Canada.

#### Australie - Japon
Date : 8 septembre 2007

Composition des équipes

Stade : Stade de Gerland à Lyon ( France)
Arbitre : Alan Lewis 
Composition des équipes :
Australie

Titulaires : Matt Dunning, Stephen Moore, Al Baxter, Nathan Sharpe, Daniel Vickerman, Rocky Elsom, George Smith, Wycliff Palu, George Gregan, Stephen Larkham, Lote Tuqiri, Matt Giteau, Stirling Mortlock (cap.), Adam Ashley-Cooper, Chris Latham

Remplaçants : Adam Freier, Guy Shepherdson, Hugh McMeniman, Stephen Hoiles, Berrick Barnes, Drew Mitchell, Mark Gerrard
Japon

Titulaires : Tatsuya Kusumi, Tomoki Kitagawa, Koji Taira, Nataniela Oto, Hirotoki Onozawa, Kosei Ono, Yuki Yatomi, Hajime Kiso, Takamichi Sasaki (cap.), Yasunori Watanabe, Luatangi Vatuvei, Takanori Kumagae, Ryo Yamamura, Taku Inokuchi, Masahito Yamamoto

Remplaçants : Yuji Matsubara, Tomokazu Soma, Hitoshi Ono, Hare Makiri, Tomoki Yoshida, Yuta Imamura, Kosuke Endo
Points marqués :
Australie : 13 essais de Sharpe (18e), Elsom (23e, 30e, 41e), Ashley-Cooper (46e), Latham (52e, 72e), Barnes (56e, 75e), Smith (61e), Mitchell (59e, 66e), Freier (80e), 7 transformations de Mortlock (24e, 42e, 47e, 53e, 57e, 60e, 62e), 3 transformations de Giteau (73e, 76e, 81e), 2 pénalités de Mortlock (10e, 15e)

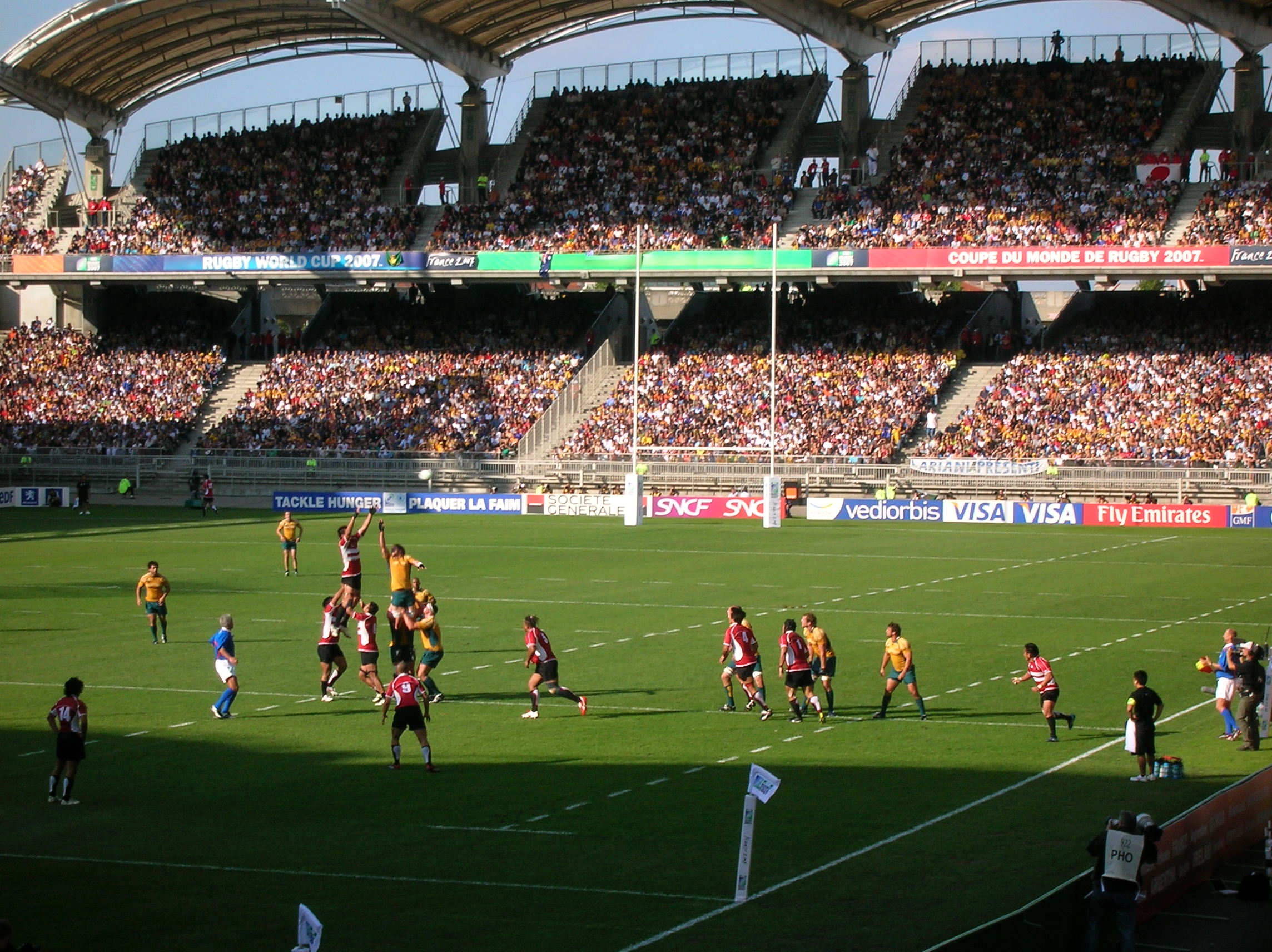

Les Australiens entrent avec fracas dans la compétition en écrasant une faible équipe japonaise. Le troisième ligne Rocky Elsom se distingue en inscrivant 3 essais. L'entraîneur nippon, l'ex-All Black John Kirwan, dénonce ce match à sens unique dû à un calendrier injuste, qui l'a obligé à laisser de nombreux titulaires au repos en vue du match le plus important pour son équipe contre les Fidji quatre jours plus tard.

#### Pays de Galles - Australie
Date : 15 septembre 2007

Composition des équipes

Stade : Millennium Stadium, Cardiff  ( Pays de Galles)
Arbitre : Steve Walsh
Composition des équipes :
Pays de Galles

Titulaires : 15 Gareth Thomas (cap.), 14 Mark Jones, 13 Tom Shanklin, 12 Sonny Parker, 11 Shane Williams, 10 Stephen Jones, 9 Dwayne Peel, 8 Jonathan Thomas, 7 Martyn Williams, 6 Colin Charvis, 5 Alun Wyn Jones, 4 Ian Gough, 3 Adam Jones, 2 Matthew Rees, 1 Gethin Jenkins

Remplaçants : 16 T Rhys Thomas, 17 Duncan Jones, 18 Michael Owen, 19 Alix Popham, 20 Michael Phillips, 21 James Hook, 22 Kevin Morgan
Australie

Titulaires : 15 Chris Latham, 14 Drew Mitchell, 13 Stirling Mortlock (c), 12 Matt Giteau, 11 Lote Tuqiri, 10 Stephen Larkham, 9 George Gregan, 8 Wycliff Palu, 7 George Smith, 6 Rocky Elsom, 5 Dan Vickerman, 4 Nathan Sharpe, 3 Guy Shepherdson, 2 Stephen Moore, 1 Matt Dunning

Remplaçants : 16 Adam Freier, 17 Al Baxter, 18 Mark Chisholm, 19 Stephen Hoiles, 20 Phil Waugh, 21 Scott Staniforth, 22 Julian Huxley
Points marqués :
Pays de Galles : 2 essais de Thomas (44e), Williams (75e), 2 transformations de Hook (44e, 75e), 2 pénalités de Jones (6e) et Hook (53e)
Sans forcer leur talent, les Australiens mettent les Gallois à distance dès la première mi-temps (25-3, 40e). Malgré une bonne réaction, l'équipe galloise, courageuse mais limitée techniquement et physiquement, se heurte au mur défensif australien et aux coups de patte de Stirling Mortlock.

#### Australie - Fidji
Date : 23 septembre 2007

Composition des équipes

Stade : Stade de la Mosson Montpellier ( France)
Arbitre : Nigel Owens 
Rapport officiel : Statistiques
Composition des équipes :
Australie

Titulaires : 15 Chris Latham, 14 Drew Mitchell, 13 Adam Ashley-Cooper, 12 Matt Giteau, 11 Lote Tuqiri, 10 Berrick Barnes, 9 George Gregan (cap.), 8 Wycliff Palu, 7 Phil Waugh, 6 Rocky Elsom, 5 Daniel Vickerman, 4 Mark Chisholm, 3 Guy Shepherdson, 2 Stephen Moore, 1 Matt Dunning

Remplaçants : 16 Adam Freier, 17 Greg Holmes, 18 Hugh McMeniman, 19 Stephen Hoiles, 20 Sam Cordingley, 21 Scott Staniforth, 22 Julian Huxley
Fidji

Titulaires : 15 Norman Ligairi, 14 Vilimoni Delasau, 13 Maleli Kunavore, 12 Seremaia Bai (cap.), 11 Isoa Neivua, 10 Waisea Luveniyali, 9 Jone Daunivucu, 8 Jone Qovu, 7 Aca Ratuva, 6 Netani Talei, 5 Ifereimi Rawaqa, 4 Isoa Domolailai, 3 Henry Qiodravu, 2 Vereniki Sauturaga, 1 Alefoso Yalayalatabua

Remplaçants : 16 Bill Gadolo, 17 Jone Railomo, 18 Wame Lewaravu, 19 Sisa Koyamaibole, 20 Mosese Rauluni, 21 Gabiriele Lovobalavu, 22 Seru Rabeni
Points marqués :
Australie : 7 essais de Giteau (16e, 37e), Mitchell (30e, 70e, 79e), Ashley-Cooper (57e), Hoiles (74e), 4 transformations de Giteau (17e, 31e, 58e, 71e), 3 pénalités de Giteau (28e, 42e, 50e), 1 drop de Barnes (44e)
Grâce à cette victoire, l'Australie assure sa qualification et la première place du groupe A, et jouera son quart de finale à Marseille contre le deuxième du groupe B (Angleterre ou Tonga). Les Fidji ont résisté mais ont encore une chance de se qualifier s'ils battent le pays de Galles lors du dernier match à Nantes.

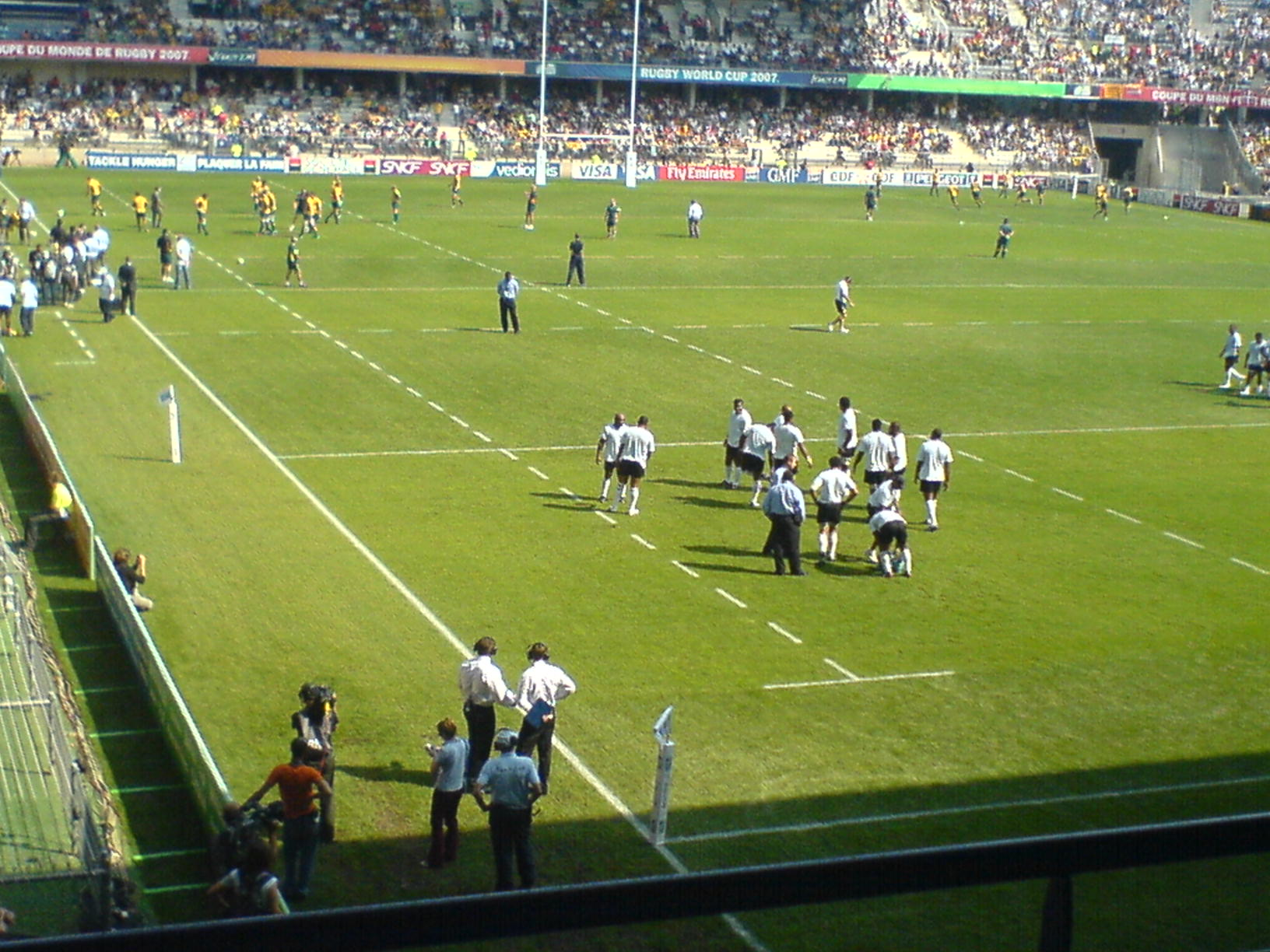
Entraînement des deux équipes

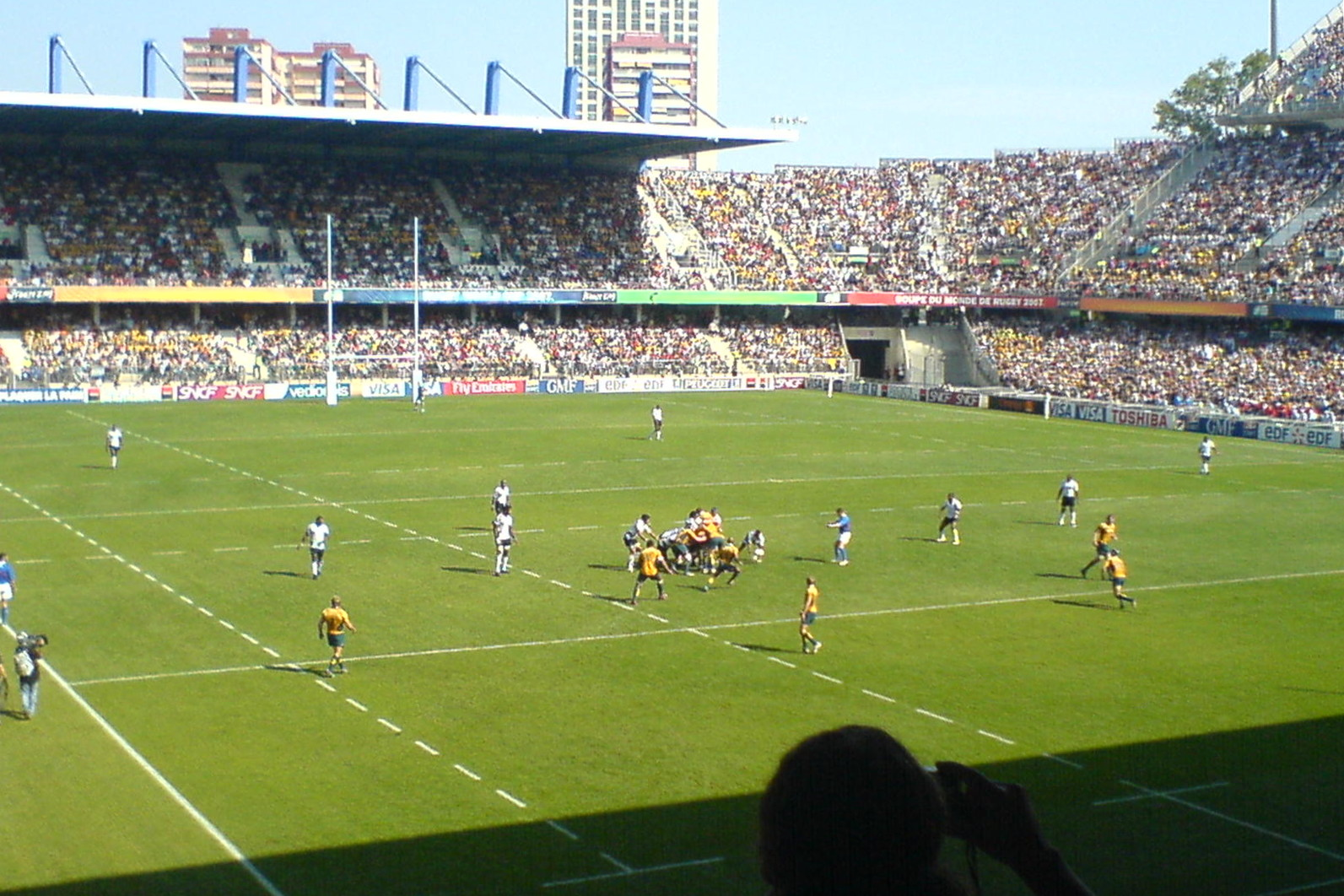

#### Canada - Australie
Date : 29 septembre 2007

Composition des équipes

Stade : Stade Chaban-Delmas Bordeaux ( France)
Arbitre : Chris White 
Composition des équipes :
Canada

Titulaires : 1 Rod Snow, 2 Pat Riordan, 3 Jon Thiel, 4 Luke Tait, 5 Mike James, 6 Colin Yukes, 7 David Biddle, 8 Sean-Michael Stephen, 9 Morgan Williams (cap.), 10 Ander Monro, 11 James Pritchard, 12 Derek Daypuck, 13 Mike Pyke, 14 Justin Mensah-Coker, 15 DTH van der Merwe

Remplaçants : 16 Aaron Carpenter, 17 Dan Pletch, 18 Mike Pletch, 19 Michael Burak, 20 Mike Webb, 21 Ed Fairhurst, 22 David Spicer
Australie

Titulaires : 1 Greg Holmes, 2 Adam Freier, 3 Al Baxter, 4 Nathan Sharpe, 5 Mark Chisholm, 6 Hugh McMeniman, 7 George Smith (cap.), 8 David Lyons, 9 Sam Cordingley, 10 Julian Huxley, 11 Lote Tuqiri, 12 Scott Staniforth, 13 Adam Ashley-Cooper, 14 Drew Mitchell, 15 Cameron Shepherd

Remplaçants : 16 Sean Hardman, 17 Guy Shepherdson, 18 Rocky Elsom, 19 Phil Waugh, 20 Stephen Hoiles, 21 George Gregan, 22 Chris Latham
Points marqués :
Canada : 2 pénalités de Pritchard (42e, 54e)
L'Australie joue sans plusieurs titulaires habituels, tels que Matt Giteau et Stirling Mortlock et met du temps à se débarrasser de Canadiens accrocheurs. Sous une pluie battante, ceux-ci tiennent plutôt bien jusqu'à l'heure de jeu (3-18, 60e), mais encaissent trois essais dans les vingt dernières minutes. Pour la première fois en sept participations, le Canada quitte la compétition sans avoir remporté la moindre rencontre. Le deuxième ligne canadien Mike James met un terme à sa carrière à la 64e minute de ce match, au moment où il est remplacé par Mike Burak.

### Classement de la poule
| Place | Nation         | Matchs | Matchs   | Matchs | Matchs  | Points | Points | Points     | Essais | Essais | Essais     | Bonus points | Classement points |
| Place | Nation         | joués  | victoire | nul    | défaite | pour   | contre | différence | pour   | contre | différence | Bonus points | Classement points |
| ----- | -------------- | ------ | -------- | ------ | ------- | ------ | ------ | ---------- | ------ | ------ | ---------- | ------------ | ----------------- |
| 1     | Australie      | 4      | 4        | 0      | 0       | 215    | 41     | +174       | 30     | 4      | +26        | 4            | 20                |
| 2     | Fidji          | 4      | 3        | 0      | 1       | 114    | 136    | -22        | 14     | 16     | -2         | 3            | 15                |
| 3     | Pays de Galles | 4      | 2        | 0      | 2       | 168    | 105    | +63        | 23     | 13     | +10        | 4            | 12                |
| 4     | Japon          | 4      | 0        | 1      | 3       | 64     | 210    | -146       | 7      | 30     | -23        | 1            | 3                 |
| 5     | Canada         | 4      | 0        | 1      | 3       | 51     | 120    | -69        | 6      | 17     | -11        | 0            | 2                 |

### Quart de finale
L'Australie affronte l'Angleterre en quart de finale.
Andy Farrell blessé a été remplacé par Mike Catt dans le XV anglais de départ, Catt participe pour la 4e fois à un quart de finale de coupe du monde de rugby.
L'Angleterre l'emporte grâce à quatre pénalités réussies par Jonny Wilkinson qui devient le meilleur marqueur de points de l'histoire de la coupe du monde avec 234 points et grâce également à une domination écrasante en mêlée ayant permis de bénéficier de pénalités.
Date : 6 octobre 2007, 15:00
Stade : Stade Vélodrome, à Marseille ( France) (record d'affluence du stade 59 120 spectateurs)
Arbitre : Alain Rolland 
Composition des équipes :
Australie

Titulaires : 1 Matt Dunning, 2 Stephen Moore, 3 Guy Shepherdson, 4 Nathan Sharpe, 5 Daniel Vickerman, 6 Rocky Elsom, 7 George Smith, 8 Wycliff Palu, 9 George Gregan, 10 Berrick Barnes, 11 Lote Tuqiri, 12 Matt Giteau, 13 Stirling Mortlock (cap.), 14 Adam Ashley-Cooper, 15 Chris Latham

Remplaçants : 16 Adam Freier, 17 Al Baxter, 18 Hugh McMeniman, 19 Stephen Hoiles, 20 Phil Waugh, 21 Julian Huxley, 22 Drew Mitchell
Angleterre

Titulaires : 1 Andrew Sheridan, 2 Mark Regan, 3 Phil Vickery (cap.), 4 Simon Shaw, 5 Ben Kay, 6 Martin Corry, 7 Lewis Moody, 8 Nick Easter, 9 Andy Gomarsall, 10 Jonny Wilkinson, 11 Josh Lewsey, 12 Mike Catt, 13 Mathew Tait, 14 Paul Sackey, 15 Jason Robinson

Remplaçants : 16 George Chuter, 17 Matt Stevens, 18 Lawrence Dallaglio, 19 Joe Worsley, 20 Peter Richards, 21 Toby Flood, 22 Dan Hipkiss
Points marqués :
Australie : 1 essai de Tuqiri (33e), 1 transformation de Mortlock (34e), 1 pénalité de Mortlock (7e)

## Meilleur marqueur d'essais
1. Drew Mitchell, 7 essais,
2. Chris Latham, 5 essais,
3. Rocky Elsom, Matt Giteau, 3 essais,
4. Adam Ashley-Cooper, Berrick Barnes, Adam Freier, George Smith, 2 essais,
5. Al Baxter, Stephen Hoiles, Stirling Mortlock, Nathan Sharpe, Lote Tuqiri, 1 essai.

## Meilleur réalisateur australien
1. Matt Giteau, 40 points, 3 pénalités, 8 transformations, 3 essais,
2. Stirling Mortlock, 37 points, 4 pénalités, 10 transformations, 1 essai,
3. Drew Mitchell, 35 points, 7 essais,
4. Chris Latham, 25 points, 5 essais.